# Partit comunista
Un partit comunista és un partit polític que basa la seva ideologia i pràctiques polítiques en la teoria marxista en qualsevol de les seves modalitats o escoles i la implementació d'una societat comunista. El partit comunista, a diferència dels partits socialistes, socialdemòcrates i laboristes (que es creen en la segona meitat del segle xix), sorgeix en la primera meitat del segle xx com a resultat de la I Guerra Mundial (1914-1918), la Revolució Russa (1917) i, sobretot, per la creació de la Internacional Comunista. És el resultat de la divisió dels partits integrants de la Segona Internacional que s'oposen a la guerra, donen suport la Revolució Russa i es consideren revolucionaris i contraris a les cridades tàctiques revisionistes. Com crítica a la socialdemocràcia i la seva diversitat d'opinions i faccions està la idea que el partit ha de ser una organització cohesionada i disciplinada, compost per revolucionaris que guien el procés polític cap al socialisme.
El primer partit a adoptar aquest nom va ser la facció bolxevic del Partit Obrer Socialdemòcrata Rus (POSDR) que al març de 1918 (VIIé Congrés Extraordinari) va passar a anomenar-se Partit Comunista Rus (bolxevic) ("VKP(b)") per a diferenciar-se dels menxevics i altres faccions del POSDR.
Posteriorment altres partits europeus, que corresponia a les faccions que donaven suport la revolució russa es denominen partit comunista. En nom es fa obligatori per als partits integrants de la Internacional Comunista a partir de l'aprovació de les 21 condicions en el Segon Congrés Mundial del 30 de juliol de 1920. La qual assenyala que tot partit membre havia de dir-se: Partit Comunista de <Estat>(secció de la Internacional Comunista) (condició 17a).
Com a norma, des de la III Internacional tots els partits comunistes han d'organitzar-se entorn dels principis del centralisme democràtic. A més en teoria és el Congrés del partit la màxima instància de decisions la qual tria un Comitè Central encarregat d'executar les decisions del congrés entre el període de reunió d'aquest. El Comitè Central tria un politburó o comissió política més petita la qual tria al Secretari General i s'encarrega de l'administració i decisions diàries del partit. També es proscriuen les faccions internes o dissidents a l'interior del partit, amb la qual cosa es buscava mantenir la unitat i consens en l'adreça revolucionària a l'interior del partit.
En el seu llibres “Què Fer?” i “Un pas endavant, dos passos enrere”, Lenin va fonamentar les tasques i el model del partit comunista. Segons ell, el partit és el destacament d'avantguarda de la classe obrera i les seves principals funcions són incorporar al moviment obrer el coneixement polític marxista i dirigir la lluita anticapitalista en tots els seus aspectes. Una de les característiques essencials del partit d'avantguarda leninista, és que està conformat per un reduït grup de revolucionaris professionals que representen els sectors més avançats de la classe obrera i de la intel·lectualitat.